# Троицкое (Архангельский район)
Троицкое (баш. Троицкий) — деревня в Краснокуртовском сельсовете Архангельского района Республики Башкортостан России.
Вдоль деревни протекает река Курт.

## Географическое положение
Расстояние до:
- районного центра (Архангельское): 38 км,
- центра сельсовета (Шакировка): 6 км,
- ближайшей железнодорожной станции (Приуралье): 42 км.

## История
Троицкое основано после 1920 г.
Одна из трех (+ Казанка и Успенка) чувашских деревень Архангельского района .

## Население
| 2002 | 2009 | 2010 |
| ---- | ---- | ---- |
| 90   | ↘71  | ↘63  |

Национальный состав
Согласно переписи 2002 года, преобладающие национальности — русские (52 %), чуваши (39 %).

## Религия
В деревне есть церковь Рождества Христова.